# Chiyo (Naruto)
 (mai 2024).
Pour les articles homonymes, voir Chiyo.
Chiyo (チヨ, Chiyo) est un personnage de l'univers de Naruto. Elle est une vieille femme qui semble un peu folle au premier abord. Elle est, avec son frère Ebizô, un des membres les plus anciens de Suna, le village du sable. Elle a participé à la guerre mondiale entre les villages ninja.
Bien qu'étant retirée de la vie active de kunoichi au vu de son âge (près de 80 ans), elle sortira de sa retraite quand Naruto Uzumaki et les autres membres de Konoha se lanceront à la poursuite des membres d'Akatsuki ayant enlevé Gaara. Sous son apparence de vieille femme se cache une guerrière redoutable, qui utilise des marionnettes pour le combat, elle est également experte en poisons. Aux côtés de Sakura Haruno, elle sera amenée à combattre son petit-fils Sasori. Dans ce combat titanesque qui oppose deux maîtres marionnettistes, Chiyo et Sasori seront amenés à utiliser leurs jutsus les plus puissants, notamment des jutsus interdits. Chiyo et Sakura finiront par avoir raison de Sasori, en grande partie grâce à la force de Sakura et par l'ingéniosité et l'expérience de Chiyo.
Elle utilisera finalement un autre jutsu interdit, un Tensei Ninjutsu (un jutsu de réincarnation), pour échanger sa vie contre celle de Gaara avec l'aide du chakra de Naruto.
Elle utilise les dix plus vieilles marionnettes de Suna, celles de Monzaemon Chikamatsu, qui inventa le style permettant de se battre avec des pantins. Ces marionnettes évoluent surtout par duo ou trio et tirent leurs forces de mécanismes complémentaires entre elles, leurs plus puissantes armes sont notamment un tourbillon de chakra détruisant tout ce qui lui fait face et un sceau stoppant entièrement le chakra de la victime. Chiyo utilise également les parents de Sasori qui furent fabriqués par Sasori lui-même durant son enfance. Elle a perdu son bras droit et se l'ai remplacé par un bras artificiel. Ce bras peut déployer à l'instar des parents de Sasori, un puissant écran de chakra.
Chiyo a une vieille rancune envers Tsunade. En effet, lors de la guerre entre Suna et Konoha, Tsunade parvenait perpétuellement à trouve une faille dans les poisons de Chiyo, ce qui avait le don d'exaspérer cette dernière (elle continue de l'appeler « la Limace de Konoha »). Elle semble en vouloir également au père de Kakashi, Croc Blanc de Konoha, car ce dernier a tué son fils et sa belle-fille (les parents de Sasori) durant la guerre entre Suna et Konoha.
Lors de la quatrième grande guerre ninja, Chiyo est invoqué par la technique de la « Réincarnation des âmes » de Kabuto afin de combattre contre l’« alliance shinobi ».

## Techniques
En plus d'être une spécialiste des poisons, marionnettes, elle maîtrise de puissantes techniques :
- Kugutsu no Jutsu - le pantin articulé
Cette technique permet de contrôler une marionnette grâce à des fils de chakra.
- Technique de Marionnette - Réalisation avec un Corps Humain (操演・人身冴功, Sôen - Hitomi Gokû?)
Cette technique permet de contrôler une personne humaine grâce à des fils de chakra.
- Technique de Marionnettiste - Châtiment de l'Attaque Printanière (傀儡・春誅撃, Kugutsu - Haruchûgeki?)
Lorsque Chiyo contrôle Sakura grâce à la réalisation avec un corps humain, elle envoie Sakura dans les airs.
En retombant, Sakura fracasse leur cible avec sa force extrême.
- Arcanes blancs – les dix pantins de Chikamatsu (白秘技・十機近松の集, Shiro Higi - Jikki Chikamatsu no Jutsu?)
Cette technique permet à Chiyo d'invoquer à partir d'un parchemin les dix chefs-d'œuvre du père de tous les marionnettistes : Monzaemon Chikamatsu. Cette technique étonne d'ailleurs son petit-fils Sasori, qui remarque que Chiyo est capable de manipuler autant de marionnettes qu'elle a de doigts, ce qui démontre sa dextérité tout à fait exceptionnelle dans cet art de combat…
- Souffle Dévastateur des Trois Trésors (三宝吸溃, Sanbō Kyūkai?)
Cette technique nécessite trois des marionnettes de Chikamatsu. Une marionnette monte sur les épaules des deux autres pour former un triangle.
Un vortex se forme alors et aspire tout ce qui se trouve devant les pantins. Tout ce qui est aspiré se retrouve compacté et broyé.
- Transmigration de sa propre énergie (己生転生, Kishou Tensei?)[1],[2] - rang S
Cette technique interdite (kinjutsu) de tranmigration a été mise au point à Suna. Elle consiste à donner une partie ou la totalité de son chakra vital (alors visible, et brillant de couleur verte) à un objet ou une personne.
Elle fonctionne avec les personnes blessées et même décédées, mais quand la personne qui administre la technique donne son chakra à une personne décédée (ou un objet inerte[3]), tout son chakra est utilisé pour (re)créer l'âme et il meurt. Pour des raisons éthiques, une fois cette technique finalisée, Suna l'a décrétée interdite (kinjutsu). La seule à pouvoir l'utiliser est donc maintenant Chiyo (qui l'avait développée dans le but de pouvoir ramener au besoin à la vie son petit-fils Sasori[4]).
Quand le chakra de la personne qui administre la technique est insuffisant, il peut alors se faire aider par une tierce personne (ce qui n'empêche pas sa mort en cas de résurrection).
Chiyo se sacrifiera finalement en l'utilisant pour ressusciter Gaara à l'aide du chakra de Naruto[5], après l'avoir utilisé une première fois sans mourir pour soigner Sakura de la blessure fatale infligée par Sasori[4].

## Marionnettes
- Sakura
Chiyo parvient à accrocher des fils de marionnettiste sur le dos et les membres de Sakura pour la manipuler, la protéger des attaques de Sasori, et l'amener près de celui-ci pour détruire la marionnette dans laquelle il se cache.
- « Papa » et « Maman »
Ces marionnettes sont les premières que Sasori ait créées, elles sont par la suites reprises et améliorées par Chiyo (principalement l'ajout d'un bouclier de chakra).
- Les dix pantins blancs de Chikamatsu
Ces pantins, au nombre de dix, sont les chefs-d'œuvre de Monzaemon Chikamatsu ; grâce à ces marionnettes, on dit que Chiyo est parvenue à s'emparer d'une forteresse ennemie. Ces marionnettes sont très puissantes.